# Inégalités scolaires
 (novembre 2023).
 (novembre 2023).
- Si vous ne connaissez pas le sujet, laissez ce bandeau (vous pouvez alors contacter les auteurs).
- Si vous supprimez le contenu mis en cause (vous pouvez préalablement contacter les auteurs),

argumentez précisément cette suppression dans la page de discussion
(un manque de référence n'est pas un argument ; une recherche réelle de référence doit avoir été effectuée, être formellement documentée).
 (novembre 2023).
 (octobre 2023).
La mise en forme du texte ne suit pas les recommandations de Wikipédia : il faut le « wikifier ».
Les points d'amélioration suivants sont les cas les plus fréquents :
- Les titres sont pré-formatés par le logiciel. Ils ne sont ni en capitales, ni en gras.
- Le texte ne doit pas être écrit en capitales (les noms de famille non plus), ni en gras, ni en italique, ni en « petit »…
- Le gras n'est utilisé que pour surligner le titre de l'article dans l'introduction, une seule fois.
- L'italique est rarement utilisé : mots en langue étrangère, titres d'œuvres, noms de bateaux, etc.
- Les citations ne sont pas en italique mais en corps de texte normal. Elles sont entourées par des guillemets français : « et ».
- Les listes à puces sont à éviter, des paragraphes rédigés étant largement préférés. Les tableaux sont à réserver à la présentation de données structurées (résultats, etc.).
- Les appels de note de bas de page (petits chiffres en exposant, introduits par l'outil «  Source ») sont à placer entre la fin de phrase et le point final[comme ça].
- Les liens internes (vers d'autres articles de Wikipédia) sont à choisir avec parcimonie. Créez des liens vers des articles approfondissant le sujet. Les termes génériques sans rapport avec le sujet sont à éviter, ainsi que les répétitions de liens vers un même terme.
- Les liens externes sont à placer uniquement dans une section « Liens externes », à la fin de l'article. Ces liens sont à choisir avec parcimonie suivant les règles définies. Si un lien sert de source à l'article, son insertion dans le texte est à faire par les notes de bas de page.
- La présentation des références doit suivre les conventions bibliographiques. Il est recommandé d'utiliser les modèles {{Ouvrage}}, {{Chapitre}}, {{Article}}, {{Lien web}} et/ou {{Bibliographie}}. Le mode d'édition visuel peut mettre en forme automatiquement les références.
- Insérer une infobox (cadre d'informations à droite) n'est pas obligatoire pour parachever la mise en page.

Pour une aide détaillée, merci de consulter Aide:Wikification.
Si vous pensez que ces points ont été résolus, vous pouvez retirer ce bandeau et améliorer la mise en forme d'un autre article.
Les inégalités scolaires sont les inégalités de résultats entre élèves, elles sont souvent corrélées aux inégalités sociales. En France, la lutte contre ces inégalités est un objectif important du système scolaire. En effet, celui-ci s'est structuré, avec l'établissement de la IIIe République, autour d'un objectif d'égalité entre tous. Depuis, d'importants progrès vers l'égalité scolaire ont été enregistrés. Néanmoins, les études récentes ont montré la résistance d'inégalités scolaires importantes, aux causes multiples.

## Les inégalités sociales sont au cœur de la réflexion sur le système scolaire français

### Le projet républicain
L'histoire des inégalités sociales au sein de l'enseignement s'appuie sur le temps long, comme le montre Benoît Falaize. Certaines inégalités de réussite à l'école sont pour partie acceptées, car elles peuvent être expliquées par des différences individuelles. Mais d'autres ne sont pas acceptées, car on estime qu'elles peuvent être réduites si l'on met en place les méthodes adaptées. Ces inégalités que l'on pense pouvoir éviter ont souvent pour origine des inégalités sociales. 
L'enseignement secondaire français (Collège et Lycée) a donc vu apparaître une réflexion sur ces inégalités pour ensuite tenter de les réduire.
Historiquement en France l'enseignement était dispensé principalement au sein de l'Eglise catholique, ou par des actions locales des autorités municipales. Avec l'avènement de la IIIe République, le gouvernement a renforcé son implication dans l'éducation, avec l'objectif affiché d'ouvrir à tous l'accès à la connaissance. Il s'agissait de parachever le combat contre les privilèges de la Première République et de permettre à tous, par l'éducation,  d'accéder aux plus hautes fonctions. 

### Les réflexions de Bourdieu et Passeron, la critique de Boudon
Néanmoins, ce discours républicain a été remis en question par la publication du livre «  Les héritiers », de Pierre Bourdieu et Jean-Claude Passeron. Leur thèse est qu'un enseignement identique ne garantit pas une égalité de résultat. En effet  les familles transmettent un héritage culturel et social inégal. Les élèves sont donc plus ou moins en situation de réaliser des travaux correspondant aux attentes des enseignants. La réussite est donc souvent liée aux origines sociales. 
Certes, selon eux, quelques rares élèves issus des catégories populaires réussissent tout de même dans ce cadre scolaire, mais ils sont peu nombreux, et ils doivent s'identifier aux codes des élites sociales, se séparant ainsi des codes de leur propre milieu; ils sont qualifiés par les auteurs de "transfuges de classe".
Raymond Boudon a discuté ces affirmations. Il affirme que les acteurs font des choix rationnels, qu'ils dosent leur investissement dans l'école en fonction de leurs choix de vie et opportunités sociales. Le niveau de réussite scolaire est donc selon lui le fait de choix, et non quelque chose de subi. 

## Des actions sur plusieurs axes, à l'origine de progrès conséquents

### L'égalité d'accès à l'école
Le premier levier d'action de l'Etat républicain en faveur de l'égalité scolaire a été de supprimer les obstacles à la scolarisation (école payante ou interdite aux filles) avec l'ouverture progressive de tous les niveaux d'études à l'ensemble des jeunes d'une génération. Cela s'est fait par paliers très espacés. Si l'école primaire laïque, gratuite et obligatoire remonte aux lois Ferry, il fallut attendre 1933 et surtout la Libération pour que le Collège cesse d'être payant, puis le lycée général s'est à son tour ouvert. 
Les effectifs scolarisés ont donc considérablement augmenté, cette « massification » du Secondaire a permis à des publics issus des couches populaires d'accéder à un plus haut niveau d'études.

### Inventer de nouvelles  modalités pédagogiques
La recherche pédagogique a été très riche au XXe siècle. Elle a montré que le cours magistral favorisait les enfants issus de milieux socialement favorisés. Plusieurs chercheurs ont alors appelé à mettre en place des pédagogies reposant sur la mise en activité des élèves, qu'ils estimaient plus propices à la réussite d'élèves issus de milieux défavorisés. 
Ainsi dans la France des années 1950, on peut citer Célestin Freinet, qui a insisté sur la mise en place de projets par les élèves, et à partir des années 1980 c'est Philippe Meirieu qui s'impose comme principal animateur de la recherche pédagogique, en faveur de modalités pédagogiques plus variées, avec notamment de la mise en activité et de l'accompagnement. 
Ces recherches se sont traduites par la mise en place de dispositifs favorisant l'activité des élèves, tels que les TPE en 2000 ou les EPI (Enseignements pratiques interdisciplinaires), ainsi que dans l'Accompagnement personnalisé.

### Créer un enseignement adapté
Enfin des filières spécifiques sont créées afin d'apporter une aide adaptée aux élèves à besoins particuliers. Il peut s'agir de filières différenciées vers le bac (création d'un baccalauréat technologique puis d'un baccalauréat professionnel), de collèges disposant de dotations supplémentaires dans des quartiers difficiles (Zones d'éducation prioritaires, sous des formes qui ont changé par la suite), de dispositifs aidant des élèves à besoins particuliers au sein des classes (PAP, PPRE, etc.). 

## Les inégalités sociales restent cependant importantes dans la réussite au Collège et au Lycée

### Les inégalités sociales et scolaires font de nouveau l'objet d'études
Les progrès observés en France se mesurent désormais dans une comparaison internationale. Le principal indicateur est l'enquête PISA. Or celle-ci a montré que la France mobilisait beaucoup de moyens pour une élite scolaire, et laissait une quantité importante d'élèves à un niveau plus faible que dans les autres pays. Or cette inégale réussite était souvent corrélée au milieu social d'appartenance des élèves.  
Pire encore, ces inégalités ne faisaient que se creuser, à chaque étude. 
Les résultats de ces enquêtes ont relancé la réflexion en France sur la prise en compte des inégalités scolaires, et notamment sur la notion de "mérite". Un bon résultat est-il le fruit d'un travail scolaire seul, ou bien bénéficie-t-il de conditions sociales propices ? Le livre de l'Américain Michael Sandel, « La Tyrannie du mérite », a alimenté cette réflexion. 

### Les causes de ce renouveau de l'importance des inégalités sociales dans l'enseignement sont complexes
Le sujet des inégalités scolaires, qui depuis une vingtaine d'années suscitait moins de discussions et publications, a donc recouvré une certaine vivacité. En témoignent une vaste étude publiée par le CNESCO en 2016, ainsi que la publication de plusieurs livres et articles en France, notamment par le spécialiste du sujet Jean-Paul Delahaye, qui apportent des analyses complémentaires.   
Les origines de ces inégalités croissantes sont multiples et font l'objet de débats. On peut citer parmi elles les structures du système scolaire, le budget qui serait mal employé, les pratiques pédagogiques (y compris celles qui étaient présentées comme innovantes) inadaptées, le manque de formation des enseignants, l'évolution de la société (avec comme révélateur la place des écrans), les enjeux de l'intégration de personnes issues de l'immigration. 
Les mesures prises à ce jour par les ministres de l'Education ont surtout concerné l'enseignement primaire, avec surtout la réduction des effectifs par classe, en commençant par les quartiers difficiles. Plus globalement Il a ensuite été demandé à l'enseignement privé d'incorporer une part plus importante d'enfants issus des classes populaires (boursiers). Concernant l'enseignement secondaire, deux expérimentations ont également vu un travail sur la carte scolaire, entraînant la dispersion d'élèves auparavant réunis dans des collèges relevant de l'Education prioritaire, à Paris et à Toulouse.